# Пек Су Йон
Пек Су Йон (кор. 백수연, 1 липня 1991) — південнокорейська плавчиня.
Учасниця Олімпійських Ігор 2012, 2016 років.
Призерка Азійських ігор 2006 року.